# Wolfgang Kil
Wolfgang Kil (* 9. Dezember 1948 in Berlin) ist ein deutscher Architekt, Architekturkritiker und Publizist. Kil behandelt in seinen Werken überwiegend das Verschwinden von Architektur aus der Zeit der DDR und den Umgang mit Städten und Regionen, die unter Bevölkerungsverlust leiden. Kil hat sich gegen den Abriss des Kurhauses in Ahrenshoop engagiert. Er beobachtet in verschiedenen Wochen- und Tageszeitungen kritisch die bauliche Entwicklung Berlins.

## Leben
Kil studierte zwischen 1967 und 1972 Architektur an der Hochschule für Architektur und Bauwesen Weimar. Von 1972 bis 1978 war er angestellter Architekt im Wohnungsbaukombinat Berlin. Von 1978 bis 1982 war Kil verantwortlicher Redakteur der Fachzeitschrift „Farbe und Raum“ im Verlag für Bauwesen Berlin. Von 1982 bis 1992 war Kil als freiberuflicher Kritiker, Publizist und Ausstellungsmacher tätig. Von 1992 bis 1994 war er Redakteur bei der Zeitschrift Bauwelt in Berlin. Seit 1994 ist er freiberuflicher Kritiker und Publizist.

## Auszeichnungen
- 1993: Journalistenpreis der Bundesarchitektenkammer
- 1997: BDA-Preis für Architekturkritik
- seit 1998: Mitglied der Sächsischen Akademie der Künste
- 2001: Journalistenpreis der Bundesarchitektenkammer
- 2002: Journalistenpreis des Märkischen Presse- und Wirtschaftsclubs Berlin
- 2009: Ehrengaststipendium des Berliner Senats im Künstlerhaus Lukas, Ahrenshoop

## Veröffentlichungen
- Wolfgang Hänsch – Architekt der Dresdener Moderne. Verlag form + zweck, Berlin 2009, ISBN 978-3-935053-22-8.
- Das Wunder von Leinefelde. Eine Stadt erfindet sich neu. Sandstein-Verlag, Dresden 2008, ISBN 978-3-937602-94-3.
- Werksiedlungen – Wohnform des Industriezeitalters. (Katalog der IBA, Fürst-Pückler-Land, Zeitmaschine Lausitz). Verlag der Kunst, Dresden 2003.
- Luxus der Leere. Verlag Müller + Busmann KG, Wuppertal 2004, ISBN 3-928766-60-0.
- Exemplarisch. Architekturpreis Rheinland-Pfalz 2001. Hrsg. im Auftrag der Architektenkammer Rheinland-Pfalz, Mainz 2001, ISBN 3-927517-18-6.
- Neue Landschaft. Sachsen. Verlag der Kunst, Dresden 2001, ISBN 978-3-86530-034-8.
- Gründerparadiese: Vom Bauen in Zeiten des Überganges. Verlag für Bauwesen Berlin, Berlin 2000, ISBN 3-345-00747-9.
- Land ohne Übergang. Deutschlands neue Grenze. Ex-pose Verlag, Berlin 1992.
- Hinterlassenschaft und Neubeginn. Fotografien von Dresden, Leipzig und Berlin in den Jahren nach 1945. Fotokina-Verlag, Leipzig 1989.

## Filme
- Bauen im geteilten Berlin – Wettstreit in Stein und Beton. Dokumentarfilm, Deutschland, 2015, 44:30 Min., Buch und Regie: Reinhard Schneider, Produktion: rbb, Erstsendung: 20. Oktober 2015 bei rbb, Inhaltsangabe von rbb, mit Wolfgang Kil im Gespräch.
- Für den Schwung sind Sie zuständig. Dokumentarfilm, Deutschland, 58 Min., Produktionsjahr: 2002, Erscheinungsjahr: 2006, Buch und Regie: Margarete Fuchs, Filmdaten (Memento vom 5. Oktober 2008 im Internet Archive), mit Wolfgang Kil im Gespräch über Ulrich Müthers Bauten.[1]